# Ukraiinske, Iuriivka
Ukraiinske (în ucraineană Українське) este un sat în așezarea urbană Iuriivka din raionul Iuriivka, regiunea Dnipropetrovsk, Ucraina.

## Demografie
Componența lingvistică a localității Ukraiinske
     Ucraineană (84,85%)
     Rusă (15,15%)
Conform recensământului din 2001, majoritatea populației localității Ukraiinske era vorbitoare de ucraineană (84,85%), existând în minoritate și vorbitori de rusă (15,15%).